# Michael Brecker
Michael Brecker, född 29 mars 1949, död 13 januari 2007, var en amerikansk jazzsaxofonist och kompositör. Han har kallats "en tyst, mild musiker och kanske den mest inflytelserika tenorsaxofonisten sedan John Coltrane". Han tilldelades 15 Grammys både som artist och kompositör.

## Biografi
Michael Brecker föddes i Philadelphia, Pennsylvania och växte upp i förorten Cheltenham Township, där han upptäckte jazzen genom sin far som var jazzpianist. I likhet med många jazzmusiker i hans generation såg han rockmusiken inte som ett hot, utan ett gångbart musikval. Brecker började spela klarinett för att i skolan gå över till altsaxofon men slutligen blev tenorsaxofon hans huvudinstrument. 1967 tog han en högskoleexamamen vid Cheltenham High School och efter bara ett år vid Indiana University flyttade Brecker 1970 till New York. Där fann han sin nisch som en dynamisk och spännande jazzsolist. Han blev vid 21 års ålder känd då han spelade med bandet Dreams ett band som bestod av Michaels äldre bror Randy, trombonisten Barry Rogers, trummisen Billy Cobham, Jeff Kent och Doug Lubahn. Dreams existerade bara i ett år men var inflytelserika.
Efter Dreams arbetade han med Horace Silver och senare Billy Cobham innan han ännu en gång slog sig ihop med sin bror och bildade The Brecker Brothers. Bandet följde dåtidens trend inom jazzrock men med mer strukturerade arrangemang, tyngre baktakter och ett starkare rockinflytande. Bandet spelade tillsammans från 1975–82 och var framgångsrika.
Under samma tid medverkade Brecker som solist på ett flertal pop- och rockalbum. Hans mest spännande samarbeten var med James Taylor, Paul Simon, Steely Dan, Lou Reed, Donald Fagen, Dire Straits, Joni Mitchell, Eric Clapton, Aerosmith, Frank Sinatra, Frank Zappa, Bruce Springsteen och Parliament-Funkadelic. Under 1980-talet medverkade han i NBC:s Saturday Night Live Band.
Brecker var under denna tid en mycket eftertraktad musiker och spelade med artister som Herbie Hancock, Chick Corea, Chet Baker, George Benson, Quincy Jones, Charles Mingus, Jaco Pastorius, McCoy Tyner, Pat Metheny, Elvin Jones, Claus Ogerman, Tolvan Big Band och många fler.
Efter att ha lett supergruppen Steps Ahead med Mike Mainieri gav Brecker 1987 till slut ut sitt första soloalbum där han återgick till traditionell jazz och visade sin talanger som kompositör. Brecker presenterade där EWI (Electronic Wind Instrument) som han tidigare spelat med Steps Ahead. Han fortsatte att spela in album under eget namn under 1990- och 2000-talen och tilldelades ett flertal Grammy Awards.
2005 fick Michael Brecker diagnosen myelodysplastiskt syndrom (MDS). Trots att man sökte över hela världen kunde man inte hitta någon passande blodgivare åt Brecker. I slutet av 2006 tillfrisknade han men det visade sig vara tillfälligt. Brecker gjorde sitt sista framförande inför publik den 23 juni 2006 med Herbie Hancock i Carnegie Hall. Den 13 januari 2007 avled Michael Brecker i sviterna av leukemi i New York och begravdes den 15 januari 2007 i sin hemstad Hastings-on-Hudson, NY.
Den 11 februari 2007 tilldelades Michael Brecker två Grammy Awards för sin medverkan på bror Randys album Some Skunk Funk (2005).
Breckers sista album Pilgrimage gavs ut den 22 maj 2007 och fick bra respons hos recensenterna. Det spelades in i augusti 2006 med Pat Metheny på gitarr, John Patitucci på bas, Jack DeJohnette på trummor, Herbie Hancock och Brad Mehldau på piano. Brecker var allvarligt sjuk när skivan spelades in men hans medmusikanter var imponerad av hans trots detta höga standard. Becker tilldelades 2007 postumt två Grammy Awards för Pilgrimage.

## Diskografi
- 1982 – Cityscape (med Claus Ogerman)
- 1987 – Michael Brecker
- 1988 – Don't Try This at Home
- 1990 – Now You See It... Now You Don't
- 1996 – Tales from the Hudson
- 1998 – Two Blocks from the Edge
- 1999 – Time is of the Essence
- 2001 – Nearness of You – The Ballad Book
- 2002 – Directions in Music: Live at Massey Hall (med Herbie Hancock & Roy Hargrove)
- 2003 – Wide Angles
- 2007 – Pilgrimage